# 28600 Georgelucas
28600 Georgelucas è un asteroide della fascia principale. Scoperto nel 2000, presenta un'orbita caratterizzata da un semiasse maggiore pari a 2,3486830 UA e da un'eccentricità di 0,1300549, inclinata di 7,50837° rispetto all'eclittica.
È dedicato a George Lucas, celebre regista di America Graffiti e della saga di Star Wars.